# Fouday
Fouday (Urbach in tedesco, Fouda in alsaziano) è un comune francese di 358 abitanti situato nel dipartimento del Basso Reno nella regione del Grand Est.
Nel 1975 fu fuso con i comuni di Bellefosse, Belmont e Waldersbach per formare il comune di Ban-de-la-Roche, che verrà sciolto il 1º gennaio 1992 ricostituendo i comuni originari.

## Società

### Evoluzione demografica
Abitanti censiti